# Jane Byrne
Jane Margaret Byrne (nascida Jane Margaret Burke; 24 de maio de 1933 - 14 de novembro de 2014) foi uma política americana que foi a 50ª prefeita de Chicago, de 16 de abril de 1979 a 29 de abril de 1983. Antes de seu mandato como prefeita, Byrne foi comissária do setor de direitos do consumidor de Chicago de 1969 a 1977, sendo a única mulher no gabinete da prefeitura.
Byrne venceu a eleição para prefeito de Chicago em 3 de abril de 1979, tornando-se a primeira mulher a ser prefeita da cidade e causando uma reviravolta na máquina política da cidade. Ela foi a primeira mulher a ser eleita prefeita de uma grande cidade dos Estados Unidos, já que Chicago era a segunda maior cidade dos Estados Unidos na época. Ela perdeu sua candidatura à reeleição nas primárias democratas da eleição para prefeito de Chicago em 1983.

## Início da vida e carreira
Byrne nasceu Jane Margaret Burke em 24 de maio de 1933, no Hospital John B. Murphy, no bairro de Lake View, na zona norte de Chicago, Illinois, filha de Katherine Marie Burke (nascida Katherine Marie Nolan), dona de casa, e William Patrick Burke, vice-presidente da Inland Steel. Criada na zona norte da cidade, Byrne se formou na Saint Scholastica High School e frequentou o St. Mary of the Woods College em seu primeiro ano de faculdade. Mais tarde, Byrne se transferiu para o Barat College, onde se formou em Química e Biologia em 1955. Byrne entrou para a política como voluntária na campanha de John F. Kennedy para presidente em 1960. Durante essa campanha, ela conheceu o então prefeito de Chicago, Richard J. Daley. Depois que Daley conheceu Byrne, ele a nomeou para vários cargos, começando em 1964 com um emprego em um programa municipal de combate à pobreza. Em junho de 1965, ela foi promovida e trabalhou com o Comitê de Oportunidades Urbanas de Chicago.
Em 1968, Byrne foi nomeada chefe do departamento de assuntos do consumidor da cidade de Chicago. Ela atuou como delegada na Convenção Nacional Democrática de 1972 e presidente do comitê de resoluções em 1973. Byrne foi nomeada copresidente do Comitê Central Democrático do Condado de Cook por Daley, contra a objeção da maioria dos líderes democratas, em 1975. O comitê destituiu Byrne logo após a morte de Daley no final de 1976. Pouco tempo depois, Byrne acusou o recém-nomeado prefeito Michael Bilandic de ser injusto com os cidadãos da cidade ao aprovar um aumento nas tarifas de táxi regulamentadas, que Byrne acusou de ser o resultado de um "acordo de bastidores". Byrne foi então demitida de seu cargo de chefe de assuntos do consumidor por Bilandic.

## Prefeita de Chicago (1979-1983)

### Eleições de 1979
Meses depois de ser demitida do cargo de chefe do departamento de assuntos do consumidor, Byrne desafiou Bilandic nas primárias democratas para prefeito em 1979, a verdadeira disputa em Chicago, que era fortemente democrata. Anunciando oficialmente sua campanha para prefeita em agosto de 1977, Byrne fez parceria com o jornalista e consultor político de Chicago, Don Rose, que atuou como seu gerente de campanha. No início, os observadores políticos acreditavam que ela tinha poucas chances de vencer. Um memorando dentro da campanha de Bilandic dizia que ela deveria ser retratada como "uma pessoa estridente, agressiva e vingativa - e nada faz uma mulher parecer pior". Entretanto, a nevasca de Chicago de 1979, em janeiro, paralisou a cidade e fez com que Bilandic fosse visto como um líder ineficaz. Jesse Jackson apoiou Byrne. Muitos eleitores republicanos votaram nas primárias democratas para derrotar Bilandic. Eleitores enfurecidos do North Side e do Northwest Side retaliaram Bilandic pelo fato de o Partido Democrata ter escolhido apenas candidatos do South Side para prefeito, secretário e tesoureiro (o secretário municipal que estava saindo, John C. Marcin, era do Northwest Side). Esses quatro fatores combinados deram a Byrne uma vitória de 51% a 49% sobre Bilandic nas primárias. Posicionando-se como uma reformadora, Byrne venceu a eleição principal com 82,1% dos votos, ainda a maior margem em uma eleição para prefeito de Chicago.

### Mandato

#### Liderança e política geral

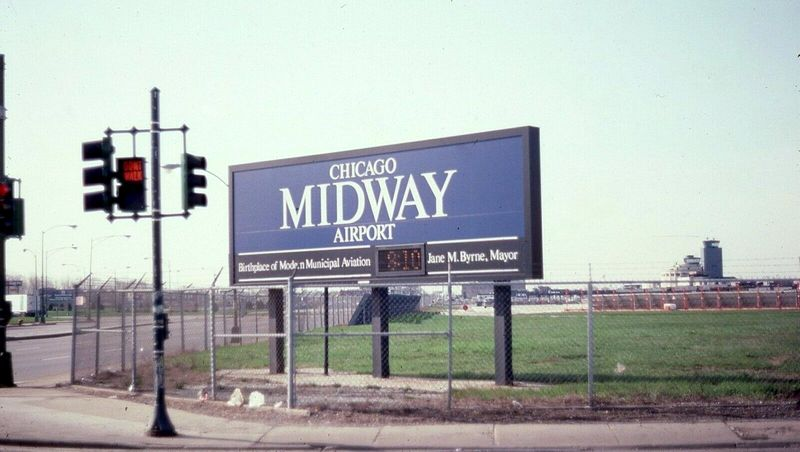
Placa do início da década de 1980 no Aeroporto Internacional Midway indicando Byrne como prefeita da cidade.

Byrne tomou medidas inclusivas como prefeita, como a contratação da primeira mulher superintendente escolar afro-americana da cidade, Ruth B. Love, e foi a primeira prefeita a reconhecer a comunidade gay de Chicago. Byrne ajudou a tornar Chicago mais acolhedora para a comunidade gay. Ela encerrou a prática comum do departamento de polícia de invadir bares gays, e declarou o primeiro "Dia da Parada do Orgulho Gay" oficial da cidade em 1981. No entanto, durante seu mandato, Byrne se afastou de muitos dos princípios progressistas sobre os quais havia feito campanha. Byrne começou a colaborar com vereadores como Edward M. Burke e Edward Vrdolyak, que, durante sua campanha de 1979, ela havia criticado.
Em 1982, ela apoiou a substituição do presidente do Partido Democrata do Condado de Cook, o presidente do Conselho do Condado, George Dunne, por seu aliado no conselho da cidade, o vereador Edward Vrdolyak.
Byrne e o Partido Democrata do Condado de Cook endossaram o senador Ted Kennedy para presidente em 1980, mas o presidente em exercício Jimmy Carter venceu as primárias democratas de Illinois e até mesmo venceu o Condado de Cook e a cidade de Chicago. Mais tarde, o endosso de Byrne foi considerado prejudicial devido ao seu mandato polêmico, e a derrota de Kennedy na cidade foi um momento importante nas primárias presidenciais do Partido Democrata de 1980, devido ao papel de Chicago na indicação democrata de seu irmão John F. Kennedy para a presidência em 1960. Quando Byrne e Kennedy desfilaram no desfile anual do Dia de São Patrício, às vezes eram vaiados por pessoas que os provocavam.
Simultaneamente, Byrne e o candidato do Partido Democrata do Condado de Cook na eleição de 1980 para Procurador do Estado do Condado de Cook (promotor-chefe local), o Vereador do 14º Distrito Edward M. Burke, perderam nas primárias democratas para Richard M. Daley, e Daley então desbancou o titular do Partido Republicano Bernard Carey na eleição geral.
O Chicago Sun Times relatou que os inimigos de Byrne a ridicularizavam publicamente como "aquela louca" e "aquela vadia magricela" e coisas piores.

#### Nomeações e equipe
Em seu primeiro ano no cargo, os casos significativos de rotatividade em cargos importantes da cidade levaram os críticos a acusar Byrne de ter uma "administração de portas giratórias".
Embora Byrne inicialmente tenha tomado medidas inclusivas com relação às nomeações como prefeita, como a contratação da primeira mulher superintendente escolar afro-americana da cidade, Ruth B. Love, mais tarde ela se afastou disso. Entre as medidas posteriores que Byrne tomou e que incomodaram muitos dos progressistas e negros que a apoiaram em sua campanha para prefeita em 1979, estava a substituição de membros negros do Conselho de Educação de Chicago e do Conselho da Autoridade Habitacional de Chicago por membros brancos, alguns dos quais até mesmo com posições que os críticos consideravam racistas.
Durante a eleição para prefeito em 1979, Byrne prometeu demitir o superintendente do Departamento de Polícia de Chicago, James E. O'Grady, acusando-o de ter "politizado" o departamento. Dias após sua posse como prefeita, O'Grady renunciou. Mais tarde naquele ano, ela destituiu o superintendente interino Joseph DiLeonardi do comando. Ela nomeou Samuel Nolan superintendente interino em seu lugar, Nolan foi o primeiro afro-americano a servir como chefe do Departamento de Polícia de Chicago. Em janeiro de 1980, Richard J. Brzeczek assumiu o cargo de superintendente permanente, tendo sido nomeado por Byrne. Em seu último dia no cargo, após a renúncia de Brzeczek como superintendente, Byrne nomeou James E. O'Grady como superintendente interino. Nessa época, Byrne havia retirado suas críticas anteriores a O'Grady.
Em 1980, Byrne nomeou William R. Blair como comissário dos bombeiros de Chicago.

#### Artes
Durante sua campanha para prefeita, Byrne prometeu dar forte apoio às artes cênicas. O crítico de arte do Chicago Tribune, Richard Christiansen, elogiou Byrne por ter feito das "artes e diversões da cidade a parte mais significativa de sua administração como prefeita".
Como prefeita, ela forneceu US$ 200.000 para a Ópera Lírica de Chicago com o objetivo expresso de oferecer entretenimento familiar. Ela forneceu uma quantia semelhante ao Auditorium Theatre para que eles adquirissem uma nova mesa de luz.
Como prefeita, Byrne financiou a construção da escultura Miró's Chicago, do artista Joan Miró.
Byrne permitiu que Chicago fosse usada como local de filmagem, levando filmes como The Blues Brothers a serem filmados na cidade.

#### Casas Cabrini-Green
Em 26 de março de 1981, Byrne decidiu se mudar para o projeto habitacional Casas Cabrini-Green, dominado pelo crime, no Northside de Chicago, depois que 37 tiroteios, resultando em 11 assassinatos, ocorreram em um período de três meses, de janeiro a março de 1981. Em suas memórias de 2004, Byrne refletiu sobre sua decisão de se mudar para Cabrini-Green: "Como eu poderia colocar Cabrini em um mapa maior? ... De repente, eu soube que poderia me mudar para lá." Antes de se mudar para Cabrini, Byrne fechou várias lojas de bebidas na área, citando as lojas como ponto de encontro de gangues e assassinos. Byrne também ordenou que a Autoridade de Habitação de Chicago despejasse os inquilinos suspeitos de abrigar membros de gangues em seus apartamentos, que totalizavam aproximadamente 800 inquilinos. Byrne mudou-se para um apartamento no 4º andar de um edifício de extensão de Cabrini na North Sedgwick Avenue com seu marido em 31 de março, por volta das 20h30min, depois de participar de um jantar no Hotel Conrad Hilton. Horas depois de Byrne ter se mudado para o projeto habitacional, a polícia fez uma batida no prédio e prendeu onze membros de gangues de rua que, segundo informantes, planejavam um tiroteio no prédio da prefeita mais tarde naquela noite. Byrne descreveu sua primeira noite no local como "adorável" e "muito tranquila". Ela permaneceu em Cabrini-Green por três semanas para chamar a atenção para os problemas de crime e infraestrutura do projeto habitacional. Sua estadia lá terminou em 18 de abril de 1981, após uma celebração de Páscoa no projeto que atraiu protestos e manifestantes que alegaram que a mudança de Byrne para o projeto era apenas um golpe publicitário.

#### Finanças
Uma das crises que Byrne enfrentou em seu primeiro ano como prefeita foi uma grande escassez de fundos tanto no governo municipal quanto no Conselho de Educação de Chicago. Isso ocorreu devido a práticas questionáveis de empréstimos no passado e exigiu cortes no orçamento e mais empréstimos para resolver o problema.

#### Portaria sobre armas de fogo
Em janeiro de 1982, Byrne propôs uma portaria que proibia efetivamente o registro de novas armas de fogo, o que foi considerado controverso. A portaria foi criada para congelar o número de armas de fogo de propriedade legal em Chicago e exigir que os proprietários as registrassem anualmente. A portaria foi aprovada por 6 votos a 1 em fevereiro de 1982. A portaria foi derrubada pela Suprema Corte no caso McDonald v. City of Chicago em 2010.

#### Realização de eventos especiais
Byrne usou eventos especiais, como o ChicagoFest, para revitalizar o Navy Pier e o Teatro Chicago no centro da cidade. O ChicagoFest foi realizado pela primeira vez no ano anterior à sua eleição. Um dos primeiros esforços de Byrne como prefeita foi uma tentativa de cancelar as edições futuras do evento. Mas, depois de enfrentar reclamações de cidadãos e sindicatos, Byrne permitiu que o festival continuasse como um evento anual e o renomeou formalmente como "ChicagoFest da Prefeita Jane M. Byrne". Os festivais inaugurados durante seu mandato incluíram o Taste of Chicago. Byrne realizou vários eventos de menor escala em bairros da cidade, intitulando-os com o prefixo "da Prefeita Byrne". Como prefeita, Byrne foi uma forte apoiadora da planejada Feira Mundial de Chicago de 1992. Em 1980, Byrne anunciou que a cidade sediaria uma corrida de automóveis da Championship Auto Racing Teams "Indy Car" no Grant Park no fim de semana de 4 de julho do ano seguinte. No entanto, depois de enfrentar críticas, Byrne rapidamente cancelou esses planos.

#### Trabalho
Em seu primeiro ano no cargo, ela enfrentou greves de sindicatos de trabalhadores do trânsito da cidade, professores de escolas públicas e bombeiros.

#### Transporte
Havia planos de Daley e Bilandic para demolir o trilho elevado do The Loop e substituí-lo por um metrô. Byrne nomeou uma comissão que, em última análise, recomendou que o The Loop fosse mantido, com modernização.
Em 1981, Byrne dissolveu a força de segurança dedicada da Autoridade de Trânsito de Chicago, transferindo suas funções para o Departamento de Polícia de Chicago.

#### Outros assuntos
Em novembro de 1981, o Conselho Municipal de Chicago aprovou um novo mapa de redistritamento para as alas de vereadores da cidade, que foi desenhado pela administração de Byrne. Em 1984, a Corte de Apelações dos EUA concluiu que o mapa violava a Lei Federal de Direitos de Voto de 1965.
Em 11 de novembro de 1981, Dan Goodwin, que havia escalado com sucesso a Willis Tower na primavera anterior, lutou por sua vida na lateral do John Hancock Center. William Blair, comissário dos bombeiros de Chicago, ordenou que o Corpo de Bombeiros de Chicago impedisse Goodwin, direcionando uma mangueira de incêndio de potência máxima contra ele e usando machados de incêndio para quebrar os vidros das janelas no caminho de Goodwin. A prefeita Byrne correu para o local e ordenou que o corpo de bombeiros se retirasse. Em seguida, através de uma janela quebrada do 38º andar, ela disse a Goodwin, que estava pendurado na lateral do edifício um andar abaixo, que, embora não concordasse com sua escalada do John Hancock Center, certamente se opunha a que o Corpo de Bombeiros o derrubasse no chão. Byrne então permitiu que Goodwin seguisse até o topo.
Byrne deu início à ideia de criar um campus de museu unificado à beira do lago, que foi implementado depois de seu mandato como Museum Campus, bem como a ideia de renovar o Navy Pier, também implementada depois de seu mandato.
Byrne expandiu o Aeroporto Internacional O'Hare.

### Candidatura à reeleição
Em agosto de 1982, Byrne decidiu que buscaria um segundo mandato como prefeita. No início de sua campanha para reeleição, ela estava atrás de Richard M. Daley, então Procurador do Estado do Condado de Cook, por 3% em uma pesquisa feita pelo Chicago Tribune em julho de 1982. Em comparação com a eleição para prefeito de 1979, na qual Byrne recebeu 59,3% dos votos afro-americanos, Byrne havia perdido metade desses votos. Byrne foi derrotado nas primárias democratas para prefeito em 1983 por Harold Washington, um congressista afro-americano; o jovem Daley ficou em terceiro lugar. Washington venceu a primária democrata com apenas 36% dos votos; Byrne teve 33%. Washington venceu a eleição geral.

### Avaliações
Uma pesquisa realizada em 1993 com historiadores, cientistas políticos e especialistas urbanos, conduzida por Melvin G. Holli, da Universidade de Illinois Chicago, classificou Byrne como a décima pior prefeita de cidade grande dos Estados Unidos a servir entre os anos de 1820 e 1993. Quando a pesquisa se limitou apenas a prefeitos que estavam no cargo após 1960, os resultados classificaram Byrne como a quarta pior.

## Fase final da carreira
Byrne concorreu novamente contra Washington nas primárias democratas de 1987, mas foi derrotada por pouco. Ela apoiou Washington nas eleições gerais, nas quais ele derrotou dois democratas que concorriam sob a bandeira de outros partidos (Edward Vrdolyak e Thomas Hynes) e um republicano.
Logo no início de sua campanha de 1987, em outubro de 1985, Byrne solicitou um estudo de viabilidade para a construção de um terceiro grande aeroporto para a cidade no local da South Works. Logo depois, o governador James R. Thompson endossou a ideia de planejar imediatamente um terceiro grande aeroporto para atender Chicago. Esse seria um dos impulsos para discussões e estudos durante décadas sobre um terceiro grande aeroporto para a cidade, incluindo o aeroporto proposto para o subúrbio sul de Chicago.
Em seguida, Byrne concorreu nas primárias democratas de 1988 para o cargo de secretária do Tribunal do Circuito do Condado de Cook. Ela enfrentou a candidata indicada pelo Partido Democrata, Aurelia Pucinski (que foi apoiada pelo prefeito Washington e era filha do então vereador Roman Pucinski). Pucinski derrotou Byrne nas primárias e Vrdolyak, na época um republicano, na eleição geral. A quarta candidatura de Byrne a prefeita foi uma revanche com Daley nas primárias de 1991. Ela recebeu apenas 5,9% dos votos, ficando em um distante terceiro lugar, atrás de Daley e do vereador Danny K. Davis.

## Vida pessoal
Em 1956, ela se casou com William P. Byrne, um fuzileiro naval. O casal teve uma filha, Katherine C. Byrne (nascida em 1957). Em 31 de maio de 1959, enquanto voava da Estação Aérea do Corpo de Fuzileiros Navais de Cherry Point para a Estação Aérea Naval de Glenview em um Skyraider, o tenente Byrne tentou pousar em meio a uma densa neblina. Depois de ter sido avisado para pousar duas vezes, a asa de seu avião bateu na varanda de uma casa próxima e o avião caiu no Sunset Memorial Park, matando-o. Byrne casou-se com o jornalista Jay McMullen em 1978 e eles permaneceram casados até a morte dele por câncer de pulmão em 1992. Byrne morou no mesmo prédio desde a década de 1970 até sua morte em 2014. Ela tinha um neto, Willie. Sua filha, Kathy, é advogada em uma firma de Chicago. O livro da prefeita Byrne, My Chicago (1992), aborda sua vida ao longo de sua carreira política. Em 2011, Byrne compareceu à posse do novo prefeito da cidade, Rahm Emanuel.

## Morte e legado

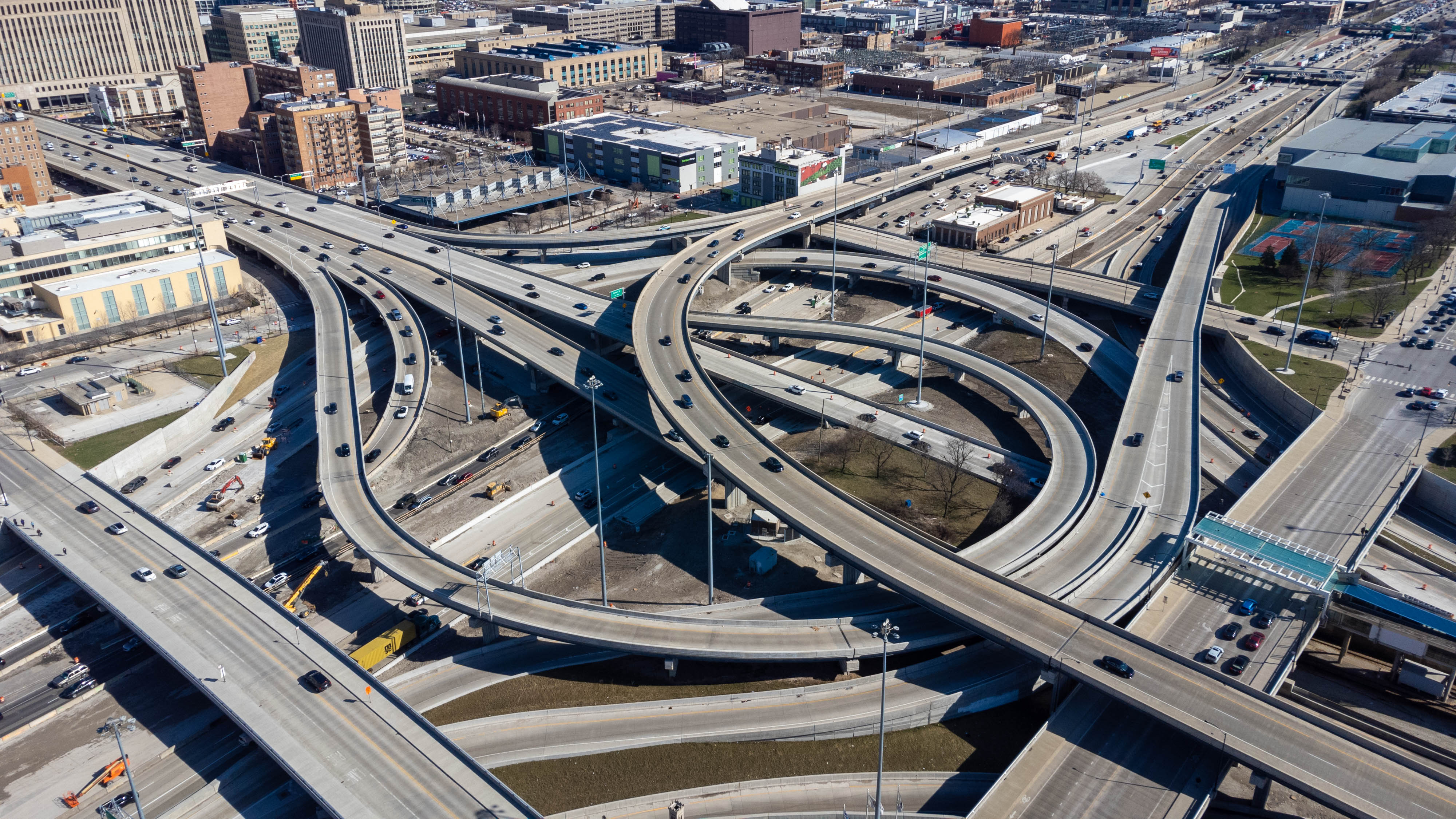
Trevo Rodoviário Jane M. Byrne.

Byrne havia entrado em cuidados paliativos e morreu em 14 de novembro de 2014, em Chicago, aos 81 anos, devido a complicações de um derrame sofrido em janeiro de 2013. Ela deixou sua filha Katherine e seu neto Willie. Sua missa fúnebre foi realizada na Igreja St. Vincent de Paul na segunda-feira, 17 de novembro de 2014. Ela foi enterrada no Cemitério Católico Calvary em Evanston, Illinois.
Em uma cerimônia de inauguração realizada em 29 de agosto de 2014, o governador Pat Quinn renomeou o Trevo Rodoviário de Chicago como Trevo Rodoviário Jane Byrne. Em julho de 2014, o Conselho Municipal de Chicago votou para renomear a praça ao redor da histórica Chicago Water Tower na North Michigan Avenue como Praça Jane M. Byrne em sua homenagem.
Ela também ficou conhecida por cunhar o termo "fruitworthy" (digno de frutas).

## História eleitoral

### Prefeitura

#### 1979
| Candidatos              | Candidatos                       | Votos   | %     |
| ----------------------- | -------------------------------- | ------- | ----- |
|                         | Jane Byrne                       | 412.909 | 51,04 |
|                         | Michael A. Bilandic (incumbente) | 396.194 | 48,96 |
| Comparecimento às urnas | Comparecimento às urnas          | 809.103 |       |

| Partido                 | Partido                   | Candidatos              | Votos   | %     |
| ----------------------- | ------------------------- | ----------------------- | ------- | ----- |
|                         | Democrata                 | Jane Byrne              | 700.874 | 82,05 |
|                         | Republicano               | Wallace D. Johnson      | 137.663 | 16,12 |
|                         | Socialistas Trabalhadores | Andrew Pulley           | 15.625  | 1,83  |
| Comparecimento às urnas | Comparecimento às urnas   | Comparecimento às urnas | 854.162 |       |

#### 1983
| Candidatos              | Candidatos              | Votos     | %     |
| ----------------------- | ----------------------- | --------- | ----- |
|                         | Harold Washington       | 424.324   | 36,28 |
|                         | Jane Byrne (incumbente) | 393.500   | 33,64 |
|                         | Richard M. Daley        | 346.835   | 29,65 |
|                         | Frank R. Ranallo        | 2.367     | 0,20  |
|                         | William Markowski       | 1.412     | 0,12  |
|                         | Sheila Jones            | 1.285     | 0,11  |
| Comparecimento às urnas | Comparecimento às urnas | 1.169.723 |       |

#### 1987
| Candidatos              | Candidatos                     | Votos     | %     |
| ----------------------- | ------------------------------ | --------- | ----- |
|                         | Harold Washington (incumbente) | 586.841   | 53,50 |
|                         | Jane Byrne                     | 507.603   | 46,27 |
|                         | Sheila Jones                   | 2.549     | 0,23  |
| Comparecimento às urnas | Comparecimento às urnas        | 1.096.993 |       |

#### 1991
| Candidatos              | Candidatos                    | Votos   | %     |
| ----------------------- | ----------------------------- | ------- | ----- |
|                         | Richard M. Daley (incumbente) | 408.418 | 69,47 |
|                         | Danny K. Davis                | 199.408 | 33,92 |
|                         | Jane Byrne                    | 38.216  | 6,50  |
|                         | Sheila Jones                  | 2.146   | 0,37  |
| Comparecimento às urnas | Comparecimento às urnas       | 648.188 |       |

### Secretário do Tribunal de Circuito do Condado de Cook
| Candidatos              | Candidatos              | Votos   | %     |
| ----------------------- | ----------------------- | ------- | ----- |
|                         | Aurelia Pucinski        | 407.958 | 51,96 |
|                         | Jane Byrne              | 296.298 | 37,74 |
|                         | Thomas S. Fuller        | 60.863  | 7,75  |
|                         | Janice Hart             | 20.061  | 2,55  |
|                         | Sheila Jones            | 1.285   | 0,11  |
| Comparecimento às urnas | Comparecimento às urnas | 785.153 |       |